# Lecithoceridae
Lecithoceridae es una familia de pequeñas polillas descritas por Simon Le Marchand en 1947. Aunque los lecitocéridos se encuentran en todo el mundo, la gran mayoría se encuentra en la región indomalaya y la parte sur de la región paleártica.

## Sistemática
Lecithoceridae pertenece a la superfamilia Gelechioidea y comprenden más de 100 géneros y casi 900 especies. La familia se divide en las siguientes subfamilias:
- Lecithocerinae Gozmány, 1978
- Torodorinae Gozmány, 1978
- Ceuthomadarinae Gozmány, 1978

Kyu-Tek Park (2015) propuso recientemente otra subfamilia, Crocanthinae, basada principalmente en Crocanthes. La nueva subfamilia incluye a Crocanthes, Aprosesta, Lamprista, Pacificulla, Hannara y Gonaepa.

## Géneros no colocados en ninguna subfamilia
Grupo Crocanthes
- Crocanthes Meyrick, 1886
- Cophomantella T.B. Fletcher, 1940
- Hannara Park, 2013
- Pacificulla Park, 2013
- Lamprista Park, 2013

Grupo Martyringa
- Martiringa Busck, 1902

Otros géneros
- Aproparia Gozmány, 1972
- Aproparia Gozmány, 1972
- Asmenistis Meyrick, 1925
- Cynicocrates Meyrick, 1935
- Cynicostola Meyrick, 1925
- Enthetica Meyrick, 1916
- Epimactis Meyrick, 1907
- Galoxestis Wu, 1994
- Heteroderces Meyrick, 1929
- Hypochasmia Meyrick, 1929
- Hyptiastis Meyrick, 1911
- Isotypa Janse, 1954
- Longipenis Wu, 1994
- Malachoherca Wu, 1994
- Merocrates Meyrick, 1931
- Mexytocerus Viette, 1989
- Monerista Meyrick, 1925
- Olbothrepta Meyrick, 1925
- Opacoptera Gozmány in Amsel et al., 1978
- Phanoschista Meyrick, 1925
- Phatnotis Meyrick, 1913
- Philarachnis Meyrick, 1925
- Placanthes Meyrick, 1923
- Plagiocrossa Janse, 1954
- Pompographa Gozmány, 1971
- Proesochtha Wu, 1994
- Ptilothyris Walsingham, 1897
- Rhyparomatrix Gozmány, 1972
- Scaeostrepta Meyrick, 1931
- Scythostola Meyrick, 1925
- Sisyrodonta Meyrick, 1922
- Sphaerolbia Meyrick, 1934
- Stryphnocopa Meyrick, 1920
- Thamnopalpa Gozmány in Amsel et al., 1978
- Urolaguna Wu, 1994